# Pilar Luna
Pour les articles homonymes, voir Luna.
Pilar Luna Erreguerena, née en 1944 à Tampico dans l'État mexicain de Tamaulipas et morte le 15 mars 2020 à Mexico, est une archéologue mexicaine qui a fondé la division d'archéologie sous-marine de l'Institut national d'anthropologie et d'histoire (INAH).
Elle a travaillé avec une équipe internationale de spécialistes en archéologie sous-marine pour les aider à développer, à faire ratifier et à mettre en œuvre la Convention sur la protection du patrimoine culturel subaquatique de 2001 et a été honorée pour son travail en 2016 par la Society for Historical Archaeology et l'Advisory Council on Underwater Archaeology. Elle est la première femme latino-américaine et la deuxième archéologue sous-marine à avoir reçu la médaille J. C. Harrington et est considérée comme la pionnière dans l'archéologie sous-marine au Mexique.

## Biographie

### Premières années
Pilar Luna Erreguerena est née en 1944 à Tampico dans l'État de Tamaulipas au Mexique.
Son père a immigré au Mexique depuis Sahagún, dans la province de León en Espagne, où il réussit à ouvrir une bijouterie. Luna est la plus jeune de cinq enfants.
À ses six ans, sa famille déménage à Mexico. Elle obtient son brevet de secourisme avec la Croix-Rouge à 8 ans.

### Carrière
Pilar Luna commence sa carrière en travaillant comme secrétaire dans l'entreprise familiale et travaille ensuite en tant que professeure dans un centre sportif. Elle passe douze ans à enseigner la natation à des enfants handicapés. À l'âge de 27 ans, alors qu'elle travaille comme monitrice de natation, elle décide de retourner à l'école, débutant un cursus en anthropologie.
Pilar Luna, qui suit des cours à l'Institut national d'anthropologie et d'histoire, prend une option en archéologie générale donnée par le Musée national d'anthropologie.
Lors d'une conférence sur les temples d'Abou Simbel re-découverts lors de la construction du barrage d'Assouan, elle commence à s'interroger sur le sort du patrimoine subaquatique du Mexique.
À la recherche d'informations, Pilar Luna découvre le livre Archaeology Under Water de George F. Bass et décide de se spécialiser en archéologie sous-marine. Vers la fin de ses études, elle contracte l'histoplasmose après avoir étudié des chultuns dans une grotte près d'Acapulco,. Sa guérison a été un lent processus qui a pris plus d'un an.
Privée d'activités sous-marines en raison de sa maladie, Luna commence à travailler dans le Templo Mayor de Tenochtitlan, où le disque de Coyolxauhqui vient d'être trouvé. Elle est approchée par Manuel Gandara, alors à la tête de l'Institut national d'anthropologie et d'histoire pour organiser un cours sur l'archéologie sous-marine. Elle contacte Georges Bass pour l'aider dans la préparation des conférences et des programmes et il accepte de venir avec un de ses élèves, Donald H. Keith. Dans le cadre de ce cours, les étudiants exhument à Media Luna, une source à San Luis Potosí, des crânes de mammouth vieux de 20 000 ans. À la fin de la formation, Bass lui demande de l'accompagner sur une plongée pour explorer les côtes turques en Méditerranée. Après avoir reçu l'accord de son médecin, Luna accepte le voyage qui inclut de nombreuses plongées sur un bateau de la période byzantine et un autre navire grec datant de l'ère chrétienne.
En 1978, dès son retour de Turquie, Pilar Luna reçoit un message de Keith, qui travaille à l'Institute of Nautical Archaeology, au Texas. Il la prévient du fait que des plongeurs ont trouvé des armes à feu dans le Golfe du Mexique. Ce conseil lui permet de découvrir deux canons et une plaque de bronze datant de 1552, qui seront plus tard exposés au Musée de San José el Alto, à Campeche.
Peu de temps après, Pilar Luna entend parler du naufrage du Nuestra Señora del Juncal quand Burt Webber, un plongeur et un chasseur de trésor ayant fait d'autres trouvailles dans les Caraïbes, demande un permis de récupérer les reliques. Après 18 mois de bataille, le Mexique finit par refuser ce type de permis pour les entreprises commerciales,,,  et, en février 1980, Luna fonde, sous la direction de l'INAH, la Subdirección de Arqueología Subacuática (SAS).
En 1990, une équipe d'archéologues sous-marins, comprenant des chercheurs américains comme James P. Delgado et Larry Nordby, travaille avec Luna pour fouiller l'épave de l'USS Somers, découverte en 1986 par George Belcher. Ce dernier avait été embauché pour chercher des artefacts pour un nouveau musée d'État à Xalapa, dans les eaux côtières de l'État de Veracruz. En localisant le navire, Belcher rapporte la trouvaille au National Park Service, en raison de son importance dans l'histoire des États-Unis dans le cadre de la "Somers Affair" (dont s'est inspiré Herman Melville pour son roman Billy Budd). L'aventure est l'un des rares projets archéologiques sous-marins réalisés conjointement par deux gouvernements. L'équipe confirme l'identité du navire, coulé pendant la guerre mexico–américaine, et documente de nombreuses caractéristiques restées intactes de l'épave, qui est depuis devenue un site protégé.
Peu de temps après, Pilar Luna recueille une large adhésion en luttant contre les chasseurs de trésors travaillant pour Odyssey Marine Exploration. Les cadres d'Odyssey essaient en effet différentes méthodes pour s'implanter et exercer leur influence dans les eaux mexicaines. Luna se pose la question de céder mais finit par tenir ferme dans son refus de permettre l'excavation commerciale. Réalisant que le fait d'avoir le site désigné comme site du patrimoine mondial de l'UNESCO permettrait de le protéger, Luna rédige en 1995 une proposition visant à protéger l'ensemble de la flotte de la Nouvelle-Espagne de 1630 à 1631. Avec l'aide des archivistes espagnols et celle des pêcheurs, Luna commence ses recherches sur l'ensemble de la flotte, les pertes ayant été plus nombreuses finalement que le seul navire amiral. L'équipe est en mesure d'identifier de nombreuses épaves sans l'utilisation de la technologie moderne, mais seules quelques-unes datent des XVIe et XVIIe siècles.
Pilar Luna est impliquée dans de nombreux projets, y compris le Manita Galleon, au large des côtes de Basse-Californie, le Nevado de Toluc, près du littoral de l’État de Mexico, et Banco Chinchorro, du Quintana Roo. Elle est le fer de lance d'un groupe pour l'étude et la conservation des grottes et des cenotes de la péninsule du Yucatán, qui travaille sur des projets de conservation et de protection du patrimoine culturel subaquatique mexicain.
Pilar Luna travaille avec l'UNESCO à  l'élaboration de la Convention sur la protection du patrimoine culturel subaquatique, qui est adoptée en 2001 et signée la même année par le Mexique. Le traité est ratifié en 2005 et entre en vigueur en 2009.
En 2014, le Mexique et l'Espagne signent un accord de collaboration pour développer conjointement leurs patrimoines sous-marins. Ce sont les deux premiers pays à signer un tel accord et ce dernier est l'un des rares exemples dans lesquels une colonie et un colonisateur ont travaillé ensemble afin de préserver leur patrimoine culturel commun.
Pour Luna, cet accord représente l'espoir de pouvoir un jour conduire la localisation et la fouille de la Juncal.

## Récompenses
Pilar Luna est la première latino-américaine à recevoir le J. C. Harrington Award de la Society for Historical Archaeology en 2011, la quatrième femme dans le monde, et la deuxième archéologue sous-marine (le premier étant son mentor Bass),.
En 2016, Luna reçoit le prix de la Recherche de la Spanish Geographical Society pour son travail dans l'étude et la préservation du patrimoine immergé. Le prix a été présenté lors de la Mutua Madrileña dans l'auditorium de Madrid en mars.
Cette même année, elle est honorée avec Toni Carrell, Dolores Elkin et Margaret Leshikar-Denton en recevant le Society for Historical Archaeology's Award of Merit. Le prix, décerné en collaboration avec le Advisory Council on Underwater Archaeology, a reconnu les quatre femmes pour leur rôle dans la ratification et la mise en œuvre de la Convention de l'UNESCO pour l'archéologie sous-marine ,.